# Dolenje Kamenje pri Dobrniču
Dolenje Kamenje pri Dobrniču – wieś w Słowenii, w gminie Trebnje. W 2018 roku liczyła 12 mieszkańców.